# 太平洋准的鯛
太平洋准的鯛（学名：Parazen pacificus，又名副海鲂）為輻鰭魚綱海魴目准的鯛科副海鲂属的其中一種鱼类。分布於印度西太平洋區以及南海、东海等海域，包括台灣、日本、南非納塔爾海域及西大西洋的古巴北部海域，屬深海魚類，棲息深度145-500公尺，棲息在大陸坡。该物种的模式产地在高知。

## 外部連結
- Froese, R. & Pauly, D. (eds.) (2011). Parazen pacificus. FishBase. Version 2011-12.